# Паша Алієв
Паша Мегаррам огли Алієв (азерб. Paşa Əliyev; нар. 24 жовтня 1972, Азербайджанська РСР) — радянський та азербайджанський футболіст, виступав на позиції нападника та півзахисника.

## Життєпис
У дорослому футболі дебютував 1990 року в складі клубу «Гянджлик» (Баку) в другій нижчій лізі СРСР. Пропустивши півтора сезони, восени 1992 року опинився в клубі «Чайка» (Севастополь) і провів 3 матчі в другій лізі України.
З 1993 року грав на батьківщині за клуб «Хазрі Бузовна» (Баку), в його складі ставав срібним (1995/96) та бронзовим (1996/97) призером чемпіонату Азербайджану, фіналістом (1996/97) та дворазовим півфіналістом (1994/95, 1995/96) Кубка Азербайджану. Сезон 1997/98 провів у складі бакинського «Нефтчі», однак команда виступила не дуже вдало й футболіст після закінчення сезону пішов з клубу і наступного сезону не грав у вищій лізі.
З 1999 року грав за «Динамо-Бакили»/«Динамо» (Баку), де провів два з половиною сезони. У сезоні 2000/01 років забив 13 м'ячів у 17 матчах та став найкращим бомбардиром чемпіонату.
В ході сезону 2001/02 перейшов в іранський клуб «Абумослем» (Мешхед). З 2003 року знову виступав за клуби вищої ліги Азербайджану, змінивши 7 клубів за 4 сезони, але ніде не залишався більше півроку. У сезоні 2003/04 років з «Карабахом» і в сезоні 2004/05 років з «Хазаром-Ленкорань» ставав срібним призером чемпіонату. У сезоні 2005/06 років у складі «Баку» став чемпіоном країни, але зіграв лише 3 матчі. У складі «Шамкіра» в 2004 році зіграв один матч в єврокубках. Останнім клубом гравця став «Бакили» в сезоні 2008/09 років.
Всього за кар'єру у вищій лізі Азербайджану відзначився 82 голами.